# Andrea Merloni
Andrea Merloni (Roma, 4 de Setembro de 1967) é um empresário italiano. No dia 29 de Abril de 2010 foi nomeado Presidente da empresa Indesit, um dos principais produtores de eletrodomésticos da Europa, sucedendo a seu pai Vittorio Merloni, que se tornou Presidente Honorário. Antes disso, havia exercido a função de Vice-Presidente entre 2008 e 2010.

## Biografia
Andrea Merloni é membro do Conselho de Administração de várias empresas como Fineldo SpA, Partecipazioni Merloni, Servizi Srl e SpA Evolve.
Entre 1992 a 1996 foi presidente da Aermarche SpA, uma empresa de serviços de transporte aéreo.
No ano de 1996 comprou a marca Benelli SpA e relançou-a na indústria das scooters e motos; foi presidente e CEO até 2005.
De 2005 a 2007 foi encarregado pela companhia de procurar novas oportunidades de negócios. Ainda de 2005 a 2007, foi presidente e CEO no Spa WRAP, um spin-off da Indesit Company SpA, criada para desenvolver patentes da empresa e conhecimento na área de eletrodomésticos.
O empresário é graduado em Ciências Políticas.
Desde Setembro de 2009 que é casado com Viola Melpignano.